# Gullinkambe

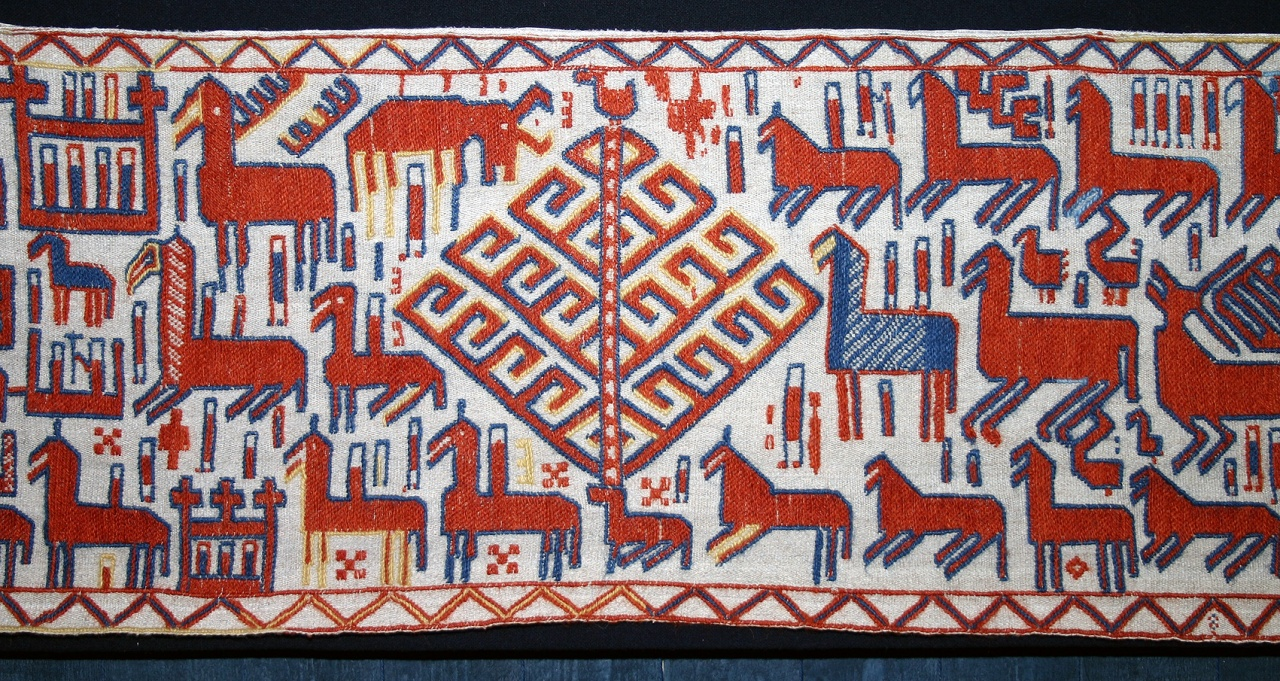
Bonad från Överhogdal.

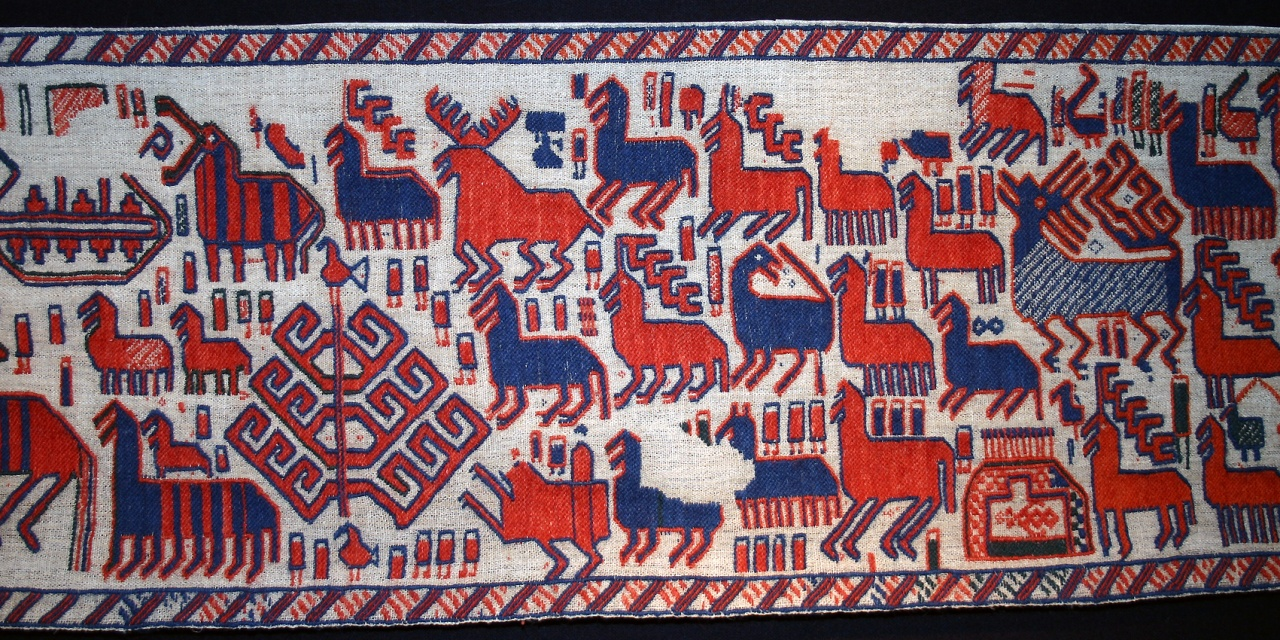
Bonad från Överhogdal. (Till vänster om trädet ses den åttafotade Sleipner.)

Gullinkambe (gyllenkam) är i nordisk mytologi en tupp som sitter i världsträdet Yggdrasils topp och som vid Ragnarök kommer att väcka einhärjarna till kamp.

## Källtexterna

### Völuspá
| Han satt på högen och harpan slog han jättekvinnans herde, den ljuslynte Eggter; ovan honom gol i höga trädet en fagerröd hane som Fjalar heter. Över asarna gol Gollinkambe, han väcker folket hos Herjafader; en annan gal under jorden, sotröd hane i Hels salar. Översättning: Björn Collinder | Sat þar á haugi ok sló hörpu gýgjar hirðir, glaðr Eggþér; gól of hánum í galgviði fagrrauðr hani, sá er Fjalarr heitir. Gól of ásum Gullinkambi, sá vekr hölða at Herjaföðrs; en annarr gelr fyr jörð neðan sótrauðr hani at sölum Heljar. Völuspá 42-43 |  |

"Herjafadern" är Oden och hans folk är krigarna i Valhall. Det är alltså tre tuppar som enligt Völuspá 42–43 förebådar Ragnarök. Om skildringen är kronologisk är det tuppen Fjalar  i Jotunheim som börjar. Högt uppflugen i ett träd sitter han österut i Järnskogen och slår larm till herden Eggter (Eggþér), som spanar från sin väktarhög. (Eggter tycks vara Jotunheims motsvarighet till gudavärldens Heimdall.) Larmet går sedan vidare:  i Asgård väcks gudarna och Odens enhärjar av Gullinkambes skrikande. Djupt ur underjorden hörs slutligen den tredje tuppen gala: det är gudinnan Hels sotröda hane, som i källorna saknar namn.

### ViðofnirochSalgofnir
Namnet Gullinkambe förekommer endast i Völuspá 43. Det finns inte ens med i tulorna, vilket kan tyckas förvånande. Däremot omtalas i Fjölsvinnsmál 18, 24, 25 och 30 en tupp vid namn Viðofnir, som sitter i toppen på trädet Mimameiðr. Eftersom Mimameiðr troligen är ett heiti för världsträdet Yggdrasil, är det rimligt att Viðofnir och Gullinkambe är samma fågel.
Ett annat alias för Gullinkambe är sannolikt Salgofnir, som nämns i Helgakviða Hundingsbana II. Salgofnir sägs där vara den tupp som med sitt galande väcker kämparna i Valhall – en uppgift som ju i Völuspá tillfaller Gullinkambe. I dikten har den döde hjälten Helge Hundingsbane fått permission från Valhall för att en natt besöka sin ännu levande änka Sigrun Högnesdotter. Han måste dock vara tillbaka i kasernen före första hanegället, varför återfärden blir brådstörtad:
| Nu må jag rida rodnande stigar – låt ljusgula hästen jaga genom luften! Jag måste väster om vindhjälmsbron förrn Salgofne väcker segerkämparna. Översättning: Björn Collinder | Mál er mér at ríða roðnar brautir, láta fölvan jó flugstíg troða; skal ek fyr vestan vindhjalms brúar, áðr Salgófnir sigrþjóð veki. Helgakviða Hundingsbana II, 49 |  |

"Vindhjälmen" är himlavalvet; dess bro är Bifrost och väster därom ligger Asgård med Valhall. Tydligen har det tillhört Salgofnirs (Gullinkambes) dagliga sysslor att varje morgon väcka Valhalls döda krigare till nytt liv och nya vapenövningar. Att tuppens galande varit en symbol för pånyttfödelse och liv framgår också av Saxos saga om Hadding (Hadingus). I denna berättelse ledsagas kung Hadding av en kvinna genom dödsrikets förgårdar. Till sist når de fram till en mur som ingen kan ta sig levande över. Kvinnan vrider då nacken av en tupp och kastar fågeln över muren in i det egentliga dödsriket. Genast hör de tuppen gala därinifrån; den har åter blivit levande.

### Bildframställningar
På Överhogdalstapeterna finns flera olika motiv. Bland annat ser man bilder av stiliserade träd med en tupp i toppen. Kanske är det världsträdet Yggdrasil som avbildas med tuppen Gullinkambe.